# Thillot
Thillot es una comuna francesa situada en el departamento de Mosa, en la región de Gran Este.

## Demografía
| 201 | 172 | 171 | 179 | 150 | 158 | 214 |
| Para los censos de 1962 a 1999 la población legal corresponde a la población sin duplicidades (Fuente: INSEE [Consultar]) |     |     |     |     |     |     |